# Стрийно-Перше
Стрийно-Перше (пол. Stryjno Pierwsze) — село в Польщі, у гміні Рибчевиці Свідницького повіту Люблінського воєводства.